# Ріта Куті-Кіш
Ріта Куті-Кіш (угор. Rita Kuti-Kis; нар. 13 лютого 1978) — колишня угорська тенісистка.
Найвищу одиночну позицію світового рейтингу — 47 місце досягла 12 червня 2000, парну — 113 місце — 14 лютого 2000 року.
Здобула 1 одиночний та 7 парних титулів.
Найвищим досягненням на турнірах Великого шолома було 3 коло в одиночному розряді.
Завершила кар'єру 2006 року.

## Фінали турнірів WTA
| Легенда                       |
| Tier I                        |
| Tier II                       |
| Tier III                      |
| Турніри IV-ї та V-ї категорій |

### Одиночний розряд: 4 (1–3)
| Результат | Ранг | Дата     | Турнір                                | Покриття | Суперниця          | Рахунок       |
| --------- | ---- | -------- | ------------------------------------- | -------- | ------------------ | ------------- |
| Поразка   | 1.   | Кві 1999 | Estoril Open, Португалія              | Ґрунт    | Катарина Среботнік | 3–6, 1–6      |
| Перемога  | 1.   | Лют 2000 | Brasil Tennis Cup, São Paulo          | Ґрунт    | Паола Суарес       | 4–6, 6–4, 7–5 |
| Поразка   | 2.   | Тра 2000 | Internationaux de Strasbourg, Франція | Ґрунт    | Сільвія Талая      | 5–7, 6–4, 3–6 |
| Поразка   | 3.   | Лют 2001 | Copa Colsanitas Santander, Bogotá     | Ґрунт    | Паола Суарес       | 2–6, 4–6      |

### Парний розряд: 2 (2 поразки)
| Результат | Ранг | Дата     | Турнір                    | Покриття | Партнерка     | Суперниці                               | Рахунок            |
| --------- | ---- | -------- | ------------------------- | -------- | ------------- | --------------------------------------- | ------------------ |
| Поразка   | 1.   | Кві 1999 | Estoril Open, Португалія  | Ґрунт    | Анна Фелденьї | Алісія Ортуньйо Крістіна Торренс-Валеро | 6–7(4–7), 6–3, 3–6 |
| Поразка   | 2.   | Лют 2000 | Copa Colsanitas, Колумбія | Ґрунт    | Петра Мандула | Лаура Монтальво Паола Суарес            | 4–6, 2–6           |

## Фінали ITF

### Одиночний розряд: 10 (4–6)
| Турніри $100,000 |
| Турніри $75,000  |
| Турніри $50,000  |
| Турніри $25,000  |
| Турніри $10,000  |

| Resuly   | No | Дата            | Турнір                  | Покриття   | Суперниця            | Рахунок          |
| -------- | -- | --------------- | ----------------------- | ---------- | -------------------- | ---------------- |
| Перемога | 1. | 28 вересня 1992 | ITF Афіни, Греція       | Ґрунт      | Клаудія Тімм         | 6–3, 6–3         |
| Перемога | 2. | 13 червня 1993  | ITF Мурська, Словенія   | Ґрунт      | Татьяна Єчменіца     | 6–2, 6–3         |
| Поразка  | 1. | 12 квітня 1998  | ITF Афіни, Греція       | Ґрунт      | Анна Смашнова        | 6–1, 2–6, 2–6    |
| Поразка  | 2. | 17 травня 1998  | ITF Нітра, Словаччина   | Ґрунт      | Людмила Черванова    | 7–5, 4–6, 6–7(3) |
| Поразка  | 3. | 26 липня 1998   | ITF Вальядолід, Іспанія | Тверде     | Ралука Санду         | 3–6, 3–6         |
| Перемога | 3. | 6 вересня 1998  | ITF Сполето, Італія     | Ґрунт      | Людмила Черванова    | 6–1, 6–2         |
| Поразка  | 4. | 19 вересня 1998 | ITF Бордо, Франція      | Ґрунт      | Марія Санчес Лоренсо | 1–6, 4–6         |
| Перемога | 4. | 28 вересня 1998 | ITF Салоніки, Греція    | Ґрунт      | Деніса Хладкова      | 1–6, 6–1, 6–1    |
| Поразка  | 5. | 10 жовтня 2004  | ITF Нант, Франція       | Тверде (i) | Леслі Буткевіч       | 2–6, 1–6         |
| Поразка  | 6. | 30 жовтня 2005  | ITF Sant Cugat, Іспанія | Ґрунт      | Лурдес Домінгес Ліно | 6–4, 0–6, 2–6    |

### Парний розряд: 10 (7–3)
| Результат | No | Дата            | Турнір                     | Покриття   | Партнерка        | Суперниці                                       | Рахунок          |
| --------- | -- | --------------- | -------------------------- | ---------- | ---------------- | ----------------------------------------------- | ---------------- |
| Поразка   | 1. | 13 грудня 1993  | ITF Пршеров, Чехія         | Тверде (i) | Петра Мандула    | Івана Янковська Ева Меліхарова                  | 6–3, 5–7, 1–6    |
| Перемога  | 1. | 7 червня 1998   | ITF Будапешт, Угорщина     | Ґрунт      | Анна Фелденьї    | Петра Гашпар Петра Мандула                      | 6–0, 6–4         |
| Перемога  | 2. | 21 червня 1998  | ITF Сопот, Польща          | Ґрунт      | Анна Фелденьї    | Маркета Кохта Зіна Шрайбер                      | 6–1, 7–6(4)      |
| Перемога  | 3. | 18 вересня 1998 | ITF Бордо, Франція         | Ґрунт      | Анна Фелденьї    | Аманда Гопманс Сандра Клезель                   | 6–2, 6–3         |
| Перемога  | 4. | 20 березня 1999 | ITF Реймс, Франція         | Ґрунт (i)  | Жанетта Гусарова | Хісела Рієра Антонелла Серра-Дзанетті           | 6–2, 6–3         |
| Перемога  | 5. | 27 березня 1999 | ITF Дінан, Франція         | Ґрунт (i)  | Жанетта Гусарова | Маріам Рамон Клімент Роса Марія Андрес Родрігес | 6–4, 6–2         |
| Поразка   | 2. | 24 липня 2004   | ITF Ле-Контамін, Франція   | Тверде     | Еві Домінікович  | Габріела Хмелінова Каролін Денін                | 4–6, 3–6         |
| Поразка   | 3. | 9 жовтня 2004   | ITF Нант, Франція          | Тверде (i) | Грета Арн        | Ірина Бремон Тетяна Уварова                     | 4–6, 6–4, 6–7(5) |
| Перемога  | 6. | 9 квітня 2005   | ITF Коацакоалькос, Мексика | Тверде     | Марія Коритцева  | Кільдін Шевальє Хорхеліна Краверо               | 6–2, 6–3         |
| Перемога  | 7. | 10 вересня 2005 | ITF Местре, Італія         | Ґрунт      | Кіра Надь        | Еліза Бальзамо Емілі Стеллато                   | 7–5, 6–4         |